# Xung đột sắc tộc

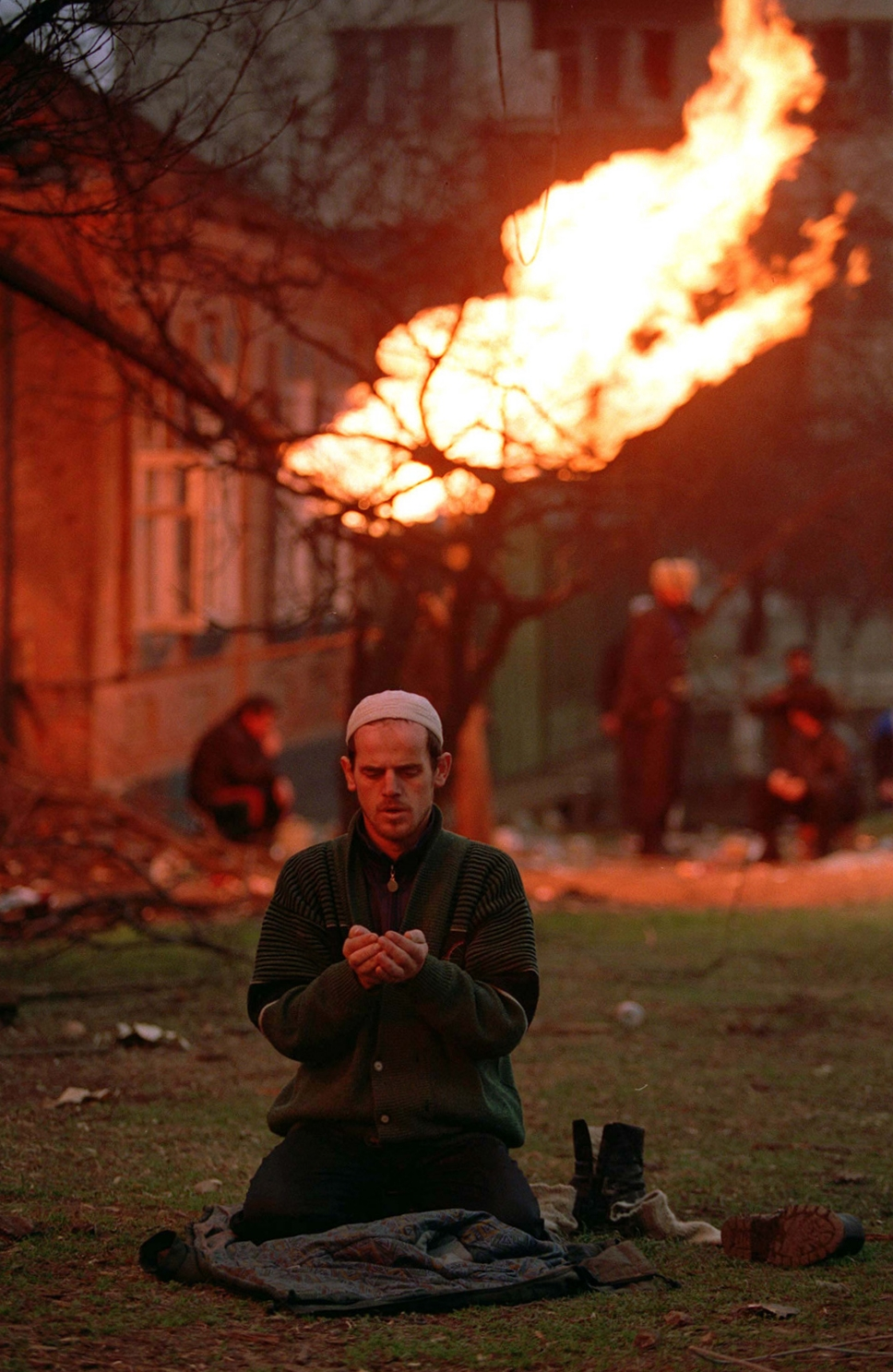
Bức ảnh "Чеченская молитва" (cầu nguyện của Chechnya) bởi Mikhail Evstafiev mô tả một người đàn ông Chechnya cầu nguyện trong suốt trận chiến Grozny vào năm 1995.

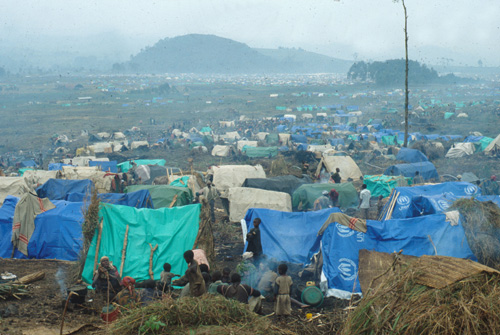
Một trại tị nạn cho người Tutsi di tản ở Zaire sau cuộc diệt chủng Rwanda năm 1994.

Xung đột sắc tộc là xung đột giữa hai hoặc nhiều nhóm dân tộc tranh chấp. Trong khi nguồn gốc của cuộc xung đột có thể là chính trị, xã hội, kinh tế hoặc tôn giáo, các cá nhân trong cuộc xung đột phải đấu tranh rõ ràng cho vị trí của nhóm sắc tộc của họ trong xã hội. Tiêu chí cuối cùng này phân biệt xung đột sắc tộc với các hình thức đấu tranh khác.
Giải thích học thuật về xung đột sắc tộc thường rơi vào một trong ba trường phái tư tưởng: nguyên thủy, chủ nghĩa công cụ hoặc kiến tạo. Gần đây, một số nhà khoa học chính trị đã tranh luận về giải thích từ trên xuống hoặc từ dưới lên cho xung đột sắc tộc. Cuộc tranh luận trí tuệ cũng đã tập trung vào việc xung đột sắc tộc đã trở thành phổ biến hơn kể từ khi kết thúc Chiến tranh Lạnh, và trên nghĩ ra cách xung đột quản lý, thông qua các công cụ như (Consociationalism (/kənˌsoʊʃiˈeɪʃənəlɪzəm/ kən-SOH-shee-AY-shən-əl-iz-əm) is a form of democratic power sharing. ... The goals of consociationalism are governmental stability, the survival of the power-sharing arrangements, the survival of democracy, and the avoidance of violence) và định lý phân quyền.